# Sigaevo
Sigaevo (in russo Сигаево?; in lingua udmurta: Сигаево) è un villaggio che si trova nella Repubblica Autonoma dell'Udmurtia, in Russia. È il centro amministrativo del distretto Sarapul'skij.
L'insediamento è situato 6 km a sud-ovest di Sarapul e alla distanza di 5 km dal corso della Kama.